# Hanezu, l'esprit des montagnes
Pour plus de détails, voir Fiche technique et Distribution.
Hanezu, l'esprit des montagnes (朱花の月, Hanezu no tsuki) est un film dramatique japonais réalisé par Naomi Kawase, sorti en 2011.

## Fiche technique
- Titre français : Hanezu, l'esprit des montagnes
- Titre original : 朱花の月 (Hanezu no tsuki?)
- Réalisation : Naomi Kawase
- Scénario : Naomi Kawase, d'après un roman de Masako Bandō
- Photographie : Naomi Kawase
- Montage : Naomi Kawase, Kaneko Yusuke, Tina Baz
- Gaffer : Kōji Yamamoto
- Son : Hiroki Itō
- Direction artistique : Kenji Inoue
- Musique : Hasiken
- Production : Kumie, Inc.
- En coproduction avec : Kashihara - Association régionale Takaichi
- Pays d'origine :  Japon
- Langue originale : japonais
- Durée : 91 minutes[1]
- Format : DCP - 35 mm
- Dates de sortie :
  - France : 18 mai 2011 (Festival de Cannes 2011[2]) - 1er février 2012 (sortie nationale[3])
  - Japon : 3 septembre 2011[1]

## Distribution
- Tōta Komizu : Takumi
- Hako Oshima : Kayoko
- Tetsuya Akikawa : Tetsuya
- Akaji Maro : Yo-chan (l'archéologue)
- Taiga Komizu : Hisao (le grand-père de Takumi)
- Kirin Kiki : la mère de Takumi
- Norio Nishikawa : le père de Takumi
- Miyako Yamaguchi : la mère de Kayoko
- Sen-nosuke Tanaka : Yo-chan (l'enfant)

## Production
Le film a été tourné à Asuka, ancienne capitale du Japon aux VIe siècle et VIIe siècle, pendant des fouilles archéologiques dans la région de Nara.

## Accueil
Hanezu est un film « d'une fragilité bouleversante, une ode à l'harmonie  de l'homme avec la nature, à la circulation des signes, des affects, des  esprits entre le passé et le présent ».